# Бретань (полуостров)
Брета́нь (фр. Bretagne, брет. Breizh; галло Bertaèyn) — полуостров на северо-западе Франции, омываемый с севера Ла-Маншем, а с юга Бискайским заливом Атлантического океана. Полуостров является основной частью одноимённых исторической области и региона. Небольшие участки полуострова на востоке относятся к регионам Земли Луары (департамент Атлантическая Луара) и Нижняя Нормандия (департамент Манш).
Площадь около 27 тыс. км². Длина свыше 200 км, ширина до 120 км. Полуостров Бретань — самая западная часть континентальной Франции (мыс Пуэнт-де-Корсан).
Значительная часть полуострова Бретань является частью Армориканской возвышенности. Высота до 391 м (гора Арре). Массив этот имеет, в основном, равнинный характер, его средняя высота над уровнем моря не превышает 104 метра. Берег полуострова низкий, скалистый и изрезанный бухтами. Вдоль берега мели островки.
На полуострове преобладают вересковые и торфяные пустоши. Встречаются лиственные леса (дуб, бук, граб). Среди антропогенного ландшафта характерен бокаж и многочисленные фермы и небольшие деревни.
Климат полуострова умеренный океанический. Здесь, благодаря влиянию океана, относительно мягкие зимы (27 морозных дней в году в Сен-Бриё) и нежаркое лето. Весна начинается очень рано, с начала марта, однако длится очень долго, так как потепление нарастает очень медленно. Осадки не очень обильны, за исключением возвышенностей, где они превышают 1000 мм. Они выпадают, главным образом, в сезон холодов. Ветры, жестокие на берегах, быстро смягчаются во внутренней части полуострова лесами.
На полуострове много полноводных, но коротких рек (крупнейшая — Вилен). В устье реки Ранс организована одна из крупнейших в мире приливных электростанций «Ля Ранс».
На полуострове развито молочное животноводство, коневодство, птицеводство и рыболовство. Среди культур выращиваются зерновые, лён, гречиха, картофель, яблони.
Крупнейший город, порт и военно-морская база на полуострове — Брест.